# فیلیپ ریکر
فیلیپ ریکر (به انگلیسی: Philip Riker) (زادهٔ ۱۶ سپتامبر ۱۹۴۶) شناگر اهل ایالات متحده آمریکا است.